# 男性乳腺发育

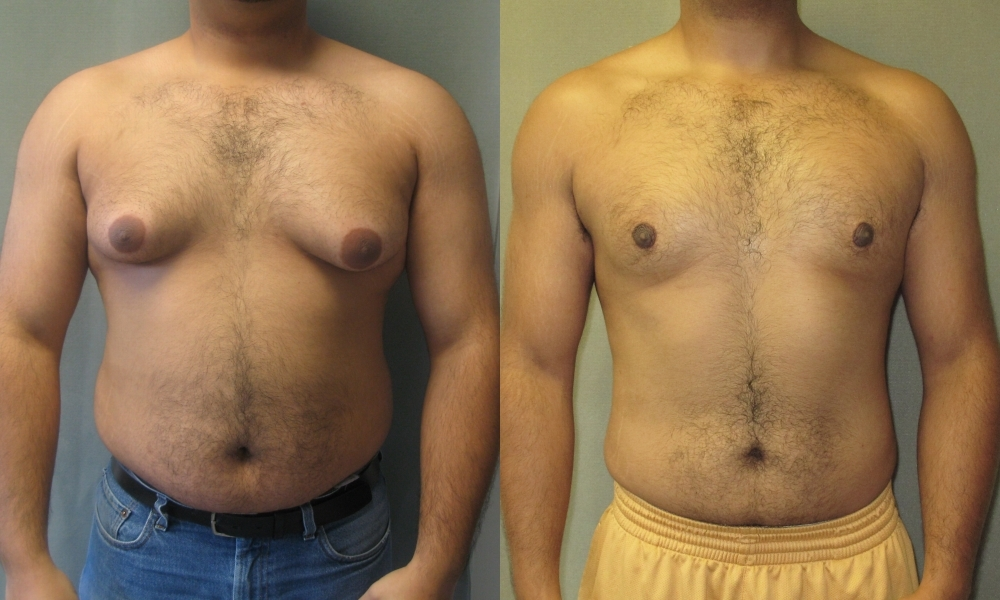
男性乳腺切除和腰部吸脂手术前后

男性乳腺发育又称男性乳房發育症、男性乳腺增生、男性女乳症、肥仔波，是指男性胸部因為乳腺不正常發育，以导管和间叶成分增生为特点，造成的男性乳腺非肿瘤性增大狀況。這種疾病的英文名稱 gynecomastia 的兩個詞根：gyne-(γυνή) 和 -mastos(μαστός)，在古希臘語中分別指代“女性”和“乳房”。

## 好发族群及成因
這種狀況可能會發生在初生嬰兒、青春期和成年男性身上：新生兒的症狀可能是因為體內仍留有母親的一部分雌性荷爾蒙而引起的；青春期男性的症狀在患者沒有過度肥胖症的情況下，通常會在幾年內逐漸自愈。男性乳腺发育的病因比較難以判斷，一般認為是荷爾蒙分泌不平衡或者是胸部組織對荷爾蒙刺激反應異常所致。乳房組織、皮下脂肪和胸部皮膚的過度生長都會造成患者胸部異常增大，臨床上常見幾種狀況綜合出現。

## 鉴别诊断
純綷因為肥胖症或其他因為身體有過多脂肪而產生的乳房，會被稱為假性乳房發育症（pseudogynecomastia）或脂肪性乳房發育症（lipomastia）。因為運動而令胸肌發達產生的胸部，不算是乳房發育症。

## 治療
儘管醫學界對於是否需要治療男性乳腺发育而莫衷一是，對於比較輕微的男性乳腺发育，可以透過穿著有壓力的男性胸圍來把突出的乳房隱藏；但較嚴重的病況，則需要透過外科手術進行縮胸。

## 參看
- 男士胸罩
- 縮胸

## 外部連結
- 男性女乳症的檢測與成因 （页面存档备份，存于） 整形外科診所
- What is gynecomastia? Children's Hospital Boston
- How Male Breast Reduction is Performed （页面存档备份，存于） Jasper Gill Cosmetic and Reconstructive Specialist